# Help de Russen de winter door
Help de Russen de winter door was een eenmalige inzamelingsactie van de VARA met medewerking van alle andere publieke omroepen, met als doel geld in te zamelen om inwoners van de Sovjet-Unie van voedsel te voorzien.
De televisieactie in december 1990, die werd gepresenteerd door Astrid Joosten en Peter-Jan Rens, zorgde er uiteindelijk voor dat er ruim 24 miljoen gulden werd ingezameld. De inzamelingsactie, geïnitieerd door onder meer toenmalig VARA-voorzitter Marcel van Dam, zou onnodig zijn geweest omdat er van een voedselgebrek in de Sovjet-Unie geen sprake was. Berichten met die strekking werden in aanloop naar de televisie-uitzending reeds door correspondenten in de Sovjet-Unie geuit. Zij werden er door voorstanders echter van beschuldigd geen inmenging in 'hun' landen te willen. De behoefte aan medicijnen, door Artsen zonder Grenzen geuit, werd op het laatste moment wel aan de actie toegevoegd.
De televisieavond was ook om een andere reden nog omstreden; presentator Rens maakte er een sport van veel vaker dan de afgesproken twee keer de namen van bedrijven en merken te noemen die iets aan de actie wilden bijdragen.
In december 2009 wijdde het VPRO-programma OVT een tweeluik aan de actie. Op 6 januari 2015 werd een uitzending van Andere Tijden aan de omstreden inzamelingsactie gewijd.